# Psycho Tour
The Psycho Tour — короткий тур гурту Muse Великою Британією та США на підтримку альбому Drones. Виступи проходили переважно в невеликих залах та клубах. Складався з 2-ох етапів, які були названі відповідно до географічного місця їх проведення - UK і US. Про початок американського етапу було оголошено в Твіттері 20 травня 2015

## Дати туру
| Дата            | Місто          | Країна            | Місце проведення    |
| Psycho UK Tour  | Psycho UK Tour | Psycho UK Tour    | Psycho UK Tour      |
| --------------- | -------------- | ----------------- | ------------------- |
| 15 березня 2015 | Белфаст        | Північна Ірландія | Ulster Hall         |
| 16 березня 2015 | Глазго         | Шотландія         | Barrowlands         |
| 19 березня 2015 | Ньюпорт        | Уельс             | Newport Centre      |
| 20 березня 2015 | Ексетер        | Англія            | Great Hall          |
| 22 березня 2015 | Манчестер      | Англія            | Manchester Academy  |
| 23 березня 2015 | Брайтон        | Англія            | Brighton Dome       |
| Psycho US Tour  |                |                   |                     |
| 8 травня 2015   | Нью-Йорк       | США               | Webster Hall        |
| 9 травня 2015   | Нью-Йорк       | США               | iHeartRadio Theater |
| 15 березня 2015 | Лос-Анжелес    | США               | Mayan Theater       |
| 16 травня 2015  | Ірвін          | США               | KROQ Weenie Roast   |